# Gene Colan

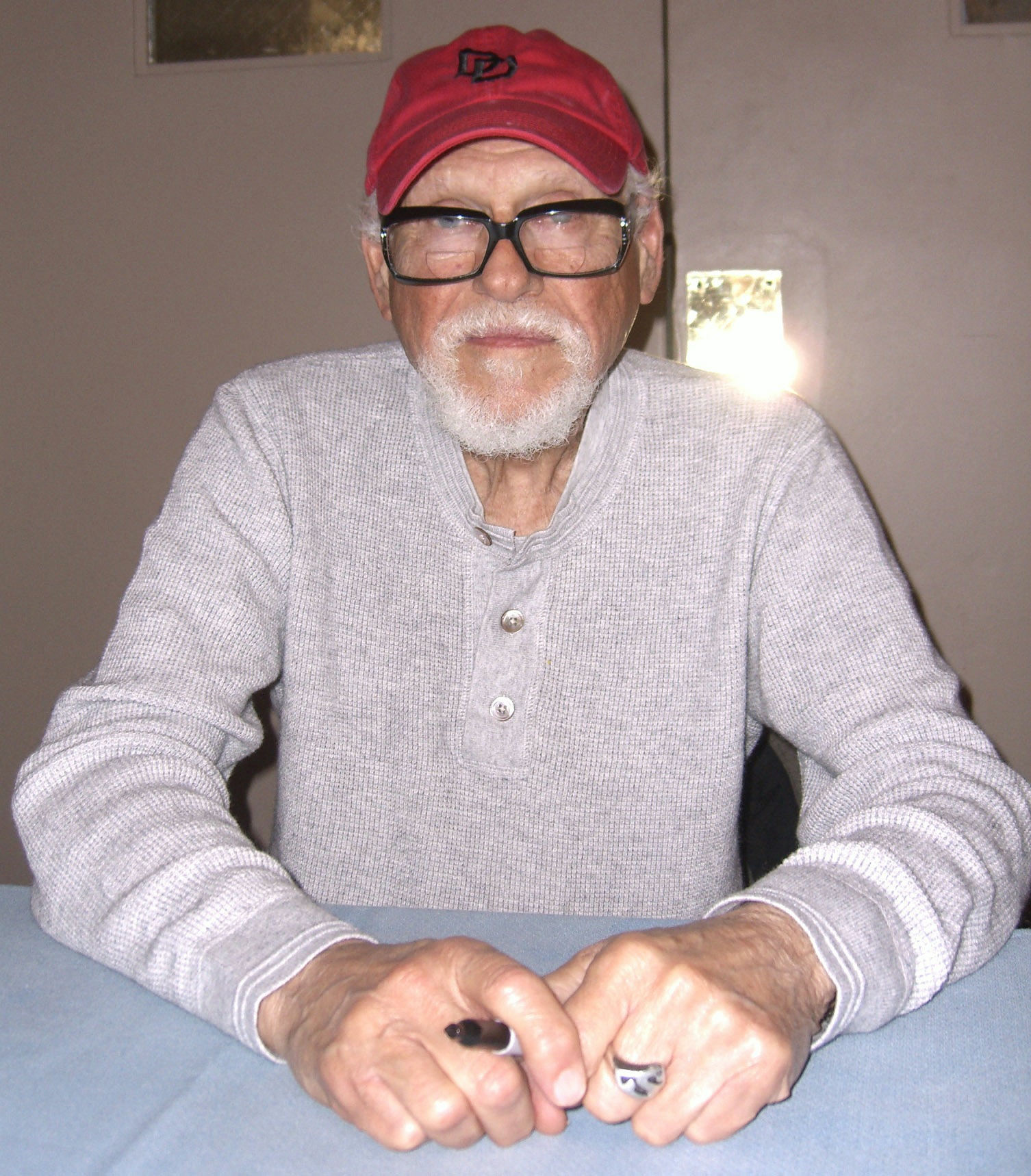
Gene Colan (Juni 2009)

Eugene Jules Colan, Pseudonym Adam Austin (* 1. September 1926 in New York City; † 23. Juni 2011 ebenda) war ein US-amerikanischer Comiczeichner.
Colan wurde vor allem als Zeichner der Comics Daredevil, Howard the Duck und Tomb of Dracula bekannt. Für Tomb of Dracula entwickelte er gemeinsam mit Marv Wolfman die Comicfigur Blade, die später vor allem durch die Verfilmungen mit Wesley Snipes in der Rolle des „Daywalkers“ bekannt wurde.

## Leben
Nach dem Besuch der Washington High School in New York City und dem Studium an der Art Students League nahm Colan ab 1943 als Angehöriger der Luftwaffe im Pazifikraum am Zweiten Weltkrieg teil. Zu dieser Zeit betätigte Colan sich erstmals als professioneller Zeichner, indem er in seiner Freizeit Bildmaterial für die Tageszeitung The Manila Times beisteuerte.
Nach seiner Rückkehr in die Staaten begann Colan 1944 als hauptberuflicher Comiczeichner zu arbeiten. 1946 heuerte Colan als Stabszeichner bei dem Verlag Timely Publications an, aus dem später Marvel Comics hervorging. Colan wechselte aber bereits 1948 – als Timely seinen Personalbestand bedingt durch sinkende Verkaufszahlen verringerte – zu Timelys Konkurrenten DC Comics. Dort betreute er vor allem Kriegscomics wie All-American Men at War und Our Army at War, eine Western-Serie sowie den Abenteuertitel Captain Storm.
Im weiteren Verlauf der 1950er war Colan, dessen Stil vor allem durch den geschickten Gebrauch von Schatten sowie durch seine organisch-fießende Linienführung gekennzeichnet ist, parallel für DC Comics und Marvel tätig. Zu den Arbeiten an den bereits erwähnten Kriegsserien von DC kamen ähnliche Projekte für Marvel hinzu, so etwa: Battle, Battle Action, Battle Ground, Battlefront, G.I. Tales, Marines in Battle, Navy Combat und Navy Tales.
In den frühen 1960er Jahren arbeitete Colan als freiberuflicher Zeichner an verschiedenen romantischen Liebes-Comics bei DC und gestaltete darüber hinaus unter dem Pseudonym Adam Austin erstmals Superhelden-Geschichten für Marvel Comics. Namentlich zeichnete er Sub-Mariner-Geschichten für Tales to Astonish und Iron-Man-Geschichten für Tales of Suspense. In den mittleren 1960er Jahren folgten Engagements an Serien wie Avengers, Captain America, Dr. Strange und insbesondere die Serie um den scharlachrot gewandten „Teufelskerl“ Daredevil.
Die Daredevil-Serie, für die Colan zwischen 1966 und 1973 mehr als achtzig Ausgaben zeichnete (# 20–100, sowie Annual #1), wurde dabei zu jener Serie mit der Colans Name bis heute am häufigsten identifiziert wird. Zwischen 1974 und 1979 sowie 1997 folgten insgesamt achtzehn weitere Hefte der Serie.
Nach dem Ende seiner Arbeit an Daredevil widmete Colan sich der, ebenfalls bei Marvel erschienenen, Horror-Comicserie Tomb of Dracula, die er über ihre komplette, siebzig Ausgaben umfassende, Laufzeit betreute. In den letzten Jahren des Jahrzehnts erregte Colan größeres Aufsehen durch seine Arbeit an Steve Gerbers anarchischem Science-Fiction-Comic Howard the Duck, das von den genre-parodistischen Abenteuern eines außerirdischen, humanoiden Entenmannes handelt der durch einen Unfall auf der Erde strandet.
In der ersten Hälfte der 1980er Jahre war Colan erneut überwiegend für DC tätig, nachdem er sich mit Marvels Verlagschef Jim Shooter überworfen hatte. Für DC arbeitete Colan als Hauptzeichner der beiden Hauptserien um den Superhelden Batman – Batman (# 340, 343–345, 348–351) und Detective Comics (# 528–538, 540–546 und 555–567) – wobei er vor allem Geschichten von Gerry Conway und Doug Moench illustrierte, und an der Serie über die Amazone Wonder Woman (# 288–305).
In den späteren 1980ern arbeitete er mit dem Autor Marv Wolfman an der vierzehnteiligen Action-Serie Night Force, mit Cary Bates an der zwölfteiligen Reihe Silverblade, mit Greg Potter an der Weltraumsaga Jemm, Son of Saturn und gestaltete mit Doug Moench die ersten sechs Ausgaben der 1987 neugestarteten Serie um den allmächtigen Rachegeist The Spectre.
Mit seinem Freund Don McGregor legte Colan die Miniserien Nathaniel Dusk (1984) und Nathaniel Dusk II (1985–86) und die in Eclipses Anthologiereihe Eclipse veröffentlichte Reihe Ragamuffins vor.
Mit dem Graphikroman Detective. Inc.: A Terror of Dying Dreams legte er 1985 erstmals ein eigenes Werk vor, dem Arbeiten für Dark Horse Comics (Predator: Hell & Hot Water) sowie für Archie Comics (Jughead’s Time Police) folgten. 1990 zeichnete Colan den One-Shot To Riverdale and Back Again, eine Adaption des gleichnamigen Fernsehfilms von NBC. Für Marvel arbeitete er in den 1990ern an einer Miniserie über den afroamerikanischen Superhelden Black Panther sowie an einem Revival von Tomb of Dracula.
In den 2000ern zeichnete Colan einige Hefte der Comicadaption von Buffy the Vampire Slayer. Darüber hinaus gab er Kurse an der School of Visual Arts und am Fashion Institute of Technology und wurde zum Objekt von Werkschauen in New York und Vermont.
Zuletzt lebte Colan mit seiner Frau Adrienne in Vermont und arbeitete noch an der Visualisierung einer von Ed Brubaker verfassten Geschichte über den Superhelden Captain America.

## Ausstellungen
- 2008: Retrospektive „Colan: Visions of a Man without Fear“ in The Cartoon Art Museum in San Francisco, 15. November 2008 bis zum 15. März 2009

## Auszeichnungen
- 2009: Comic Art Professional Society’s Sergio Award
- 2008: Sparky Award
- 2005: Aufnahme in die Will Eisner Comic Book Hall of Fame
- 1979: Eagle Award in der Kategorie: Favorite Comic Book (Humor) für Howard the Duck
- 1977: Eagle Award in der Kategorie: Favorite Comic Book (Humor)
- 1974: Shazam Award in der Kategorie: Best Penciller (Dramatic Division)